# Koalicja sygnalizacji świetlnej

Logo SPD

Logo FDP

Logo Zielonych

Koalicja sygnalizacji świetlnej (niem. Ampelkoalition), zwana również koalicją czerwono-zielono-żółtą – w Niemczech termin oznaczający koalicję rządową złożoną z socjaldemokratycznej SPD, Zielonych oraz liberalnej FDP. Koalicji nadano nazwę sygnalizacyjna, ponieważ składa się ona z trzech partii, z których każda ma przyporządkowany kolor: SPD – czerwony, Zieloni – zielony, a FDP – żółty. Takie same kolory znajdują się na sygnalizacji świetlnej.
Na szczeblu federalnym (Bundesebene) taka konstelacja powstała po raz pierwszy 7 grudnia 2021 r.; wcześniej istniały już przykłady takich koalicji na szczeblu krajów związkowych oraz na szczeblu gminnym.
Koalicja sygnalizacji rządziła w landzie Brandenburgia w latach 1990–1994 oraz w Bremie w latach 1991–1995. Z kolei na szczeblu federalnym po wyborach parlamentarnych w 2021 liderzy SPD, Zielonych i FDP zapowiedzieli podpisanie umowy o koalicji rządowej. W rezultacie w latach 2021–2024 koalicja sygnalizacji świetlnej stanowiła zaplecze polityczne rządu Olafa Scholza. 6 listopada 2024 doszło do rozpadu koalicji, gdy kanclerz Olaf Scholz (SPD) po wielu miesiącach sporów zdecydował o dymisji ministra Christiana Lindnera (FDP).
W Austrii Koalicją sygnalizacji nazywa się sojusz rządowy między Socjaldemokratyczną Partią Austrii, Austriacką Partią Zielonych oraz Forum Liberalnym, chociaż kolorem Forum Liberalnego nie jest żółty, ale jasnoniebieski.